# Origo (EP)
Origo – drugi minialbum polskiej piosenkarki i autorki tekstów Natalii Nykiel. Wydany został międzynarodowo 15 listopada 2019 roku poprzez wytwórnię Universal Music Polska w wersji cyfrowej, a w Polsce również w limitowanej wersji CD z ręcznie podpisanym autografem artystki.

## Promocja
W celu promocji materiału, Natalia wystąpiła podczas The Voice of Poland, 16 listopada 2019 z piosenką "Volcano".
Nykiel miała wystąpić z materiałem podczas amerykańskiego festiwalu SXSW oraz wyruszyć w trasę koncertową Origo Tour, jednak z powodu pandemii COVID-19 wydarzenia te zostały anulowane.

## Lista utworów
| Nr | Tytuł utworu                                                        | Tekst                                                                    | Muzyka                                               | Długość |
| -- | ------------------------------------------------------------------- | ------------------------------------------------------------------------ | ---------------------------------------------------- | ------- |
| 1. | „Quya”                                                              | Natalia Nykiel, Michał „Fox” Król, Alonso Alekian                        | Nykiel, „Fox” Król                                   | 4:03    |
| 2. | „Volcano”                                                           | Nykiel, „Fox” Król, Josh Farro, Hayley Williams                          | Nykiel, „Fox” Król                                   | 3:13    |
| 3. | „Find Me” (gościnnie: Daley)                                        | Nykiel, „Fox” Król, Daley                                                | Nykiel, „Fox” Król, Daley                            | 3:39    |
| 4. | „Wanna Go Back”                                                     | Nykiel, „Fox” Król, Stevie Aiello                                        | Nykiel, „Fox” Król                                   | 3:37    |
| 5. | „I’m Not For You” (gościnnie: Rodzinny Zespół Śpiewaczy z Rakowicz) | Nykiel, „Fox” Król, Andrzej Mrozek, Rodzinny Zespół Śpiewaczy z Rakowicz | Nykiel, Mrozek, Rodzinny Zespół Śpiewaczy z Rakowicz | 4:06    |
|    |                                                                     |                                                                          |                                                      | 18:38   |

Sample
- "Volcano" zawiera elementy utworu "Careful" zespołu Paramore z ich albumu Brand New Eyes z roku 2009[7][8].

## Notowania
| Lista (2019)  | Najwyższa pozycja |
| ------------- | ----------------- |
| Polska (ZPAV) | 12                |

## Historia wydania
| Kraj   | Data              | Format                      | Wytwórnia              | Link          |
| ------ | ----------------- | --------------------------- | ---------------------- | ------------- |
| Świat  | 15 listopada 2019 | Digital download, streaming | Universal Music Polska | [ 10 ] [ 11 ] |
| Polska | 15 listopada 2019 | CD                          | Universal Music Polska | [ 3 ]         |
| Europa | 12 czerwca 2021   | LP                          | Universal Music Polska | [ 12 ] [ 13 ] |